# Bărbălani, Argeș
Bărbălani este un sat în comuna Cuca din județul Argeș, Muntenia, România.